# 阿里·本·納賽爾
阿里·本·納賽爾（阿拉伯語：‏علي بن ناصر；羅馬拼音：Ali Bennaceur 或 Ali Bin Nasser，1944年3月2日－），是前突尼斯足球裁判。
他在1986年世界盃足球賽擔任阿根廷與英格蘭之戰的主審。阿根廷足球運動員迭戈·马拉多纳在那場比賽裡演出了「上帝之手」與「世紀最佳進球」。當前者發生時，本·納賽爾沒看到马拉多纳的上臂有碰到球，因而判定進球有效。
他於1976年至1991年擔任國際裁判。

## 職業生涯
以下為阿里·本·納賽爾主持的重大比賽：
- 1984年非洲國家杯足球賽（決賽）
- 1985年U20世界盃足球賽（2場比賽）
- 1986年非洲國家杯足球賽（決賽）
- 1986年世界杯足球賽（2場比賽）
- 1988年非洲國家杯足球賽（1場比賽）

## 外部連結
- Ali Bin Nasser - Einsätze
- Argentina - England （页面存档备份，存于）